# Brünnlesbach
Der Brünnlesbach ist ein linker Zufluss der Loisach in Oberbayern. 
Er entspringt im Nonnenwald bei Penzberg, fließt in weitgehend nordostwärtiger Richtung, bis er den Ablauf der Eitzenberger Weiher aufnimmt. Weiter in östlicher Richtung unterquert er – nachdem er den Daserhof nördlich und die Nantesbucher Glashütte südlich passiert hat – die Staatsstraße 2370 und mündet schließlich von links in die Loisach.